# پیمان سیکورسکی-مایسکی

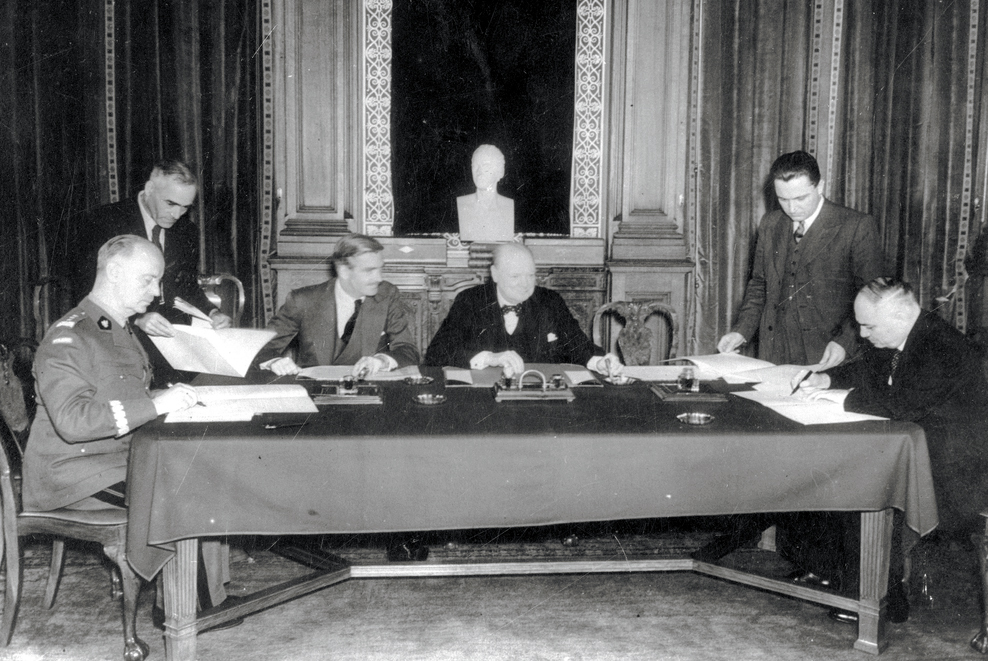
طرفین در حال امضا پیمان.

پیمان سیکورسکی-مایسکی معاهده‌ای میان لهستان و شوروی بود که در ۳۰ ژوئن ۱۹۴۱ در لندن منعقد گشت. نام این پیمان از اسم دو امضا کننده اصلی آن یعنی نخست‌وزیر لهستان ووادیسواف سیکورسکی و سفیر شوروی در بریتانیا ایوان مایسکی گرفته شده‌است.

## تاریخچه انعقاد پیمان
متعاقب امضا پیمان عدم تخاصم میان آلمان و شوروی در سال ۱۹۳۹ ارتش سرخ در تهاجم به لهستان و اشغال این کشور با آلمان نازی همراهی نمود. پس از تصرف کامل لهستان، شوروی اعلام کرد که وجود لهستان را دیگر به رسمیت نمی‌شناسد و تمام شهروندان پیشین لهستان در مناطق تحت اشغال شوروی اکنون شهروند شوروی محسوب می‌گردند. پس از این نیز نزدیک به ۲ میلیون لهستانی توسط مقامات شوروی و سازمان‌های آن زندانی و تبعید شدند.
با آغاز عملیات بارباروسا و اعلان جنگ میان آلمان و شوروی در سال ۱۹۴۱ شرایط برای کمونیست‌ها تغییر کرد و استالین به دنبال آن بود تا از دیگر دشمنان هیتلر یاری بگیرد. با تلاش‌ها و تشویق‌های آنتونی ایدن، سیکورسکی در ۵ ژوئن ۱۹۴۱ حاضر شد تا جهت برقراری دوباره روابط میان لهستان و شوروی با سفیر شوروی در لندن مذاکره کند که با ابتکار سیکورسکی یک پیمان در ۳۰ ژوئن و یک پیمان همکاری نظامی در ۱۴ اوت ۱۹۴۱ میان دو کشور امضا گشت. در ادامه همان سال نیز، سیکورسکی برای مذاکرات بیشتر در راس هیئتی به مسکو رفت. (سفیر آینده لهستان در شوروی، استانیسواو کوت و فرستاده نظامی آینده لهستان در شوروی زیگموند بوخوش ششکو در این سفر همراه سیکورسکی بودند.
استالین پذیرفت که تمامی معاهدات با آلمان نازی، از جمله معاهده تقسیم لهستان را منحل نموده و ده‌ها هزار سرباز اسیر در شوروی را آزاد نماید. پس از این توافق با دولت در تبعید لهستان، شوروی فرمان عفو عمومی لهستانی‌ها را در ۱۴ اوت ۱۹۴۱ اعلام کرد. از میان این آزاد شدگان ارتش ۴۰٬۰۰۰ هزار نفری تحت فرمان وادیسواو آندرس تشکیل گشت که به ارتش آندرس معروف شد. با این وجود سرانجام هزاران افسر لهستانی اسیر در دستان شوروی هنوز نامعلوم بود که دو سال بعد با آشکار شدن کشتار کاتین به شدت بر روابط شوروی و دولت در تبعید لهستان تأثیر گذاشت.